# Ceradenia spixiana
Ceradenia spixiana är en stensöteväxtart som först beskrevs av M. Mart. och Georg Heinrich Mettenius, och fick sitt nu gällande namn av Luther Earl Bishop. Ceradenia spixiana ingår i släktet Ceradenia och familjen Polypodiaceae. Inga underarter finns listade.